# Галерија грбова Хрватске
Галерија грбова Хрватске обухвата актуелни грб Републике Хрватске, њене историјске грбове, као и грбове њених жупанија и општина.

## Актуелни грб Републике Хрватске
- Грб
 Републике Хрватске 
 (1990–данас)
- Државни печат 
 Републике Хрватске 
 (1995–данас)
- Хрватска шаховница 
 национални симбол Хрвата

## Историјски грбови Хрватске
- Грб
 Кнежевине Далмације 
 (IX век-925)
- Апокрифни грб
 Краљевине Хрватске 
 (925–1102)
- Апокрифни грб
 Краљевине Хрватске 
 (1102–1526)
- Шаховница на печату наследника Хрватске
 (1526)
- Грб хабзбуршке
 Краљевине Хрватске 
 (1526—1867)
- Грб Краљевине
 Хрватске и Славоније 
 (1867–1918)
- Шаховница на грбу 
 Краљевине Угарске
 (1867—1918)
- Шаховница на грбу 
 Краљ. Југославије 
 (1918–1943)
- Грб
 Бановине Хрватске 
 (1939–1943)
- Већи грб
 Бановине Хрватске 
 (1939–1943)
- Грб 
 НД Хрватске 
 (1941–1945)
- Грб 
 Федералне Хрватске 
 (1943–1947)
- Грб 
 СР Хрватске 
 (1947–1990)
- Грб 
 Републике Хрватске 
 (јул–децембар 1990)

## Жупаније Хрватске
- Грб 
 Бјеловарско-билогорске жупаније
- Грб 
 Бродско-посавске жупаније
- Грб 
 Вараждинске жупаније
- Грб 
 Вировитичко-подравске жупаније
- Грб 
 Вуковарско-сремске жупаније
- Грб 
 Дубровачко-неретванске жупаније
- Грб 
 Града Загреба
- Грб 
 Загребачке жупаније
- Грб 
 Задарске жупаније
- Грб 
 Истарске жупаније
- Грб 
 Карловачке жупаније
- Грб 
 Копривничко-крижевачке жупаније
- Грб 
 Крапинско-загорске жупаније
- Грб 
 Личко-сењске жупаније
- Грб 
 Међимурске жупаније
- Грб 
 Осјечко-барањске жупаније
- Грб 
 Пожешко-славонске жупаније
- Грб 
 Приморско-горанске жупаније
- Грб 
 Сисачко-мославачке жупаније
- Грб 
 Сплитско-далматинске жупаније
- Грб 
 Шибенско-книнске жупаније